# Ammensleben (Adelsgeschlecht)

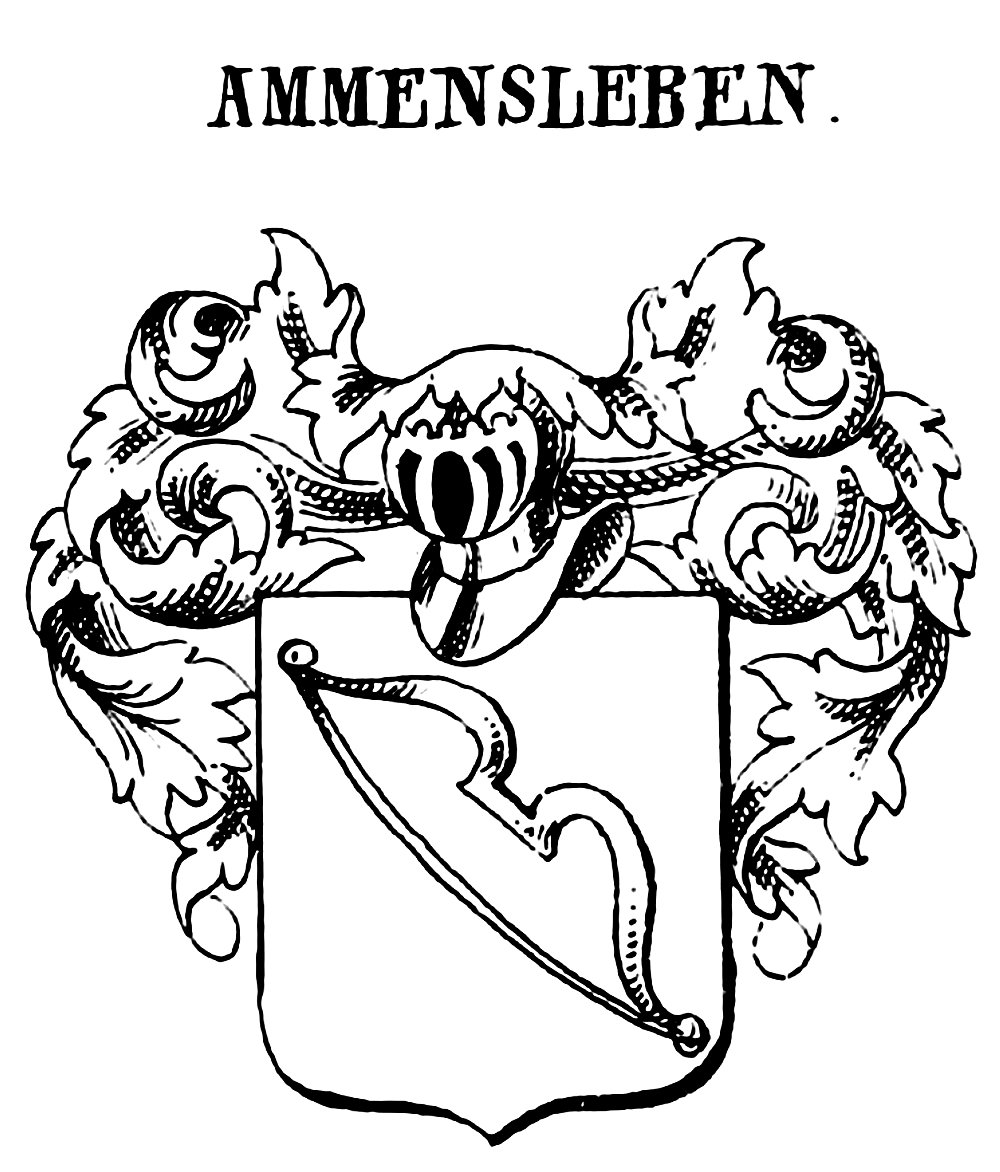
Stammwappen derer von Ammensleben

Die Vorfahren der Grafen von Ammensleben waren schon in der ersten Hälfte des 11. Jahrhunderts in dem Gebiet begütert, über das sich später der Herrschaftsbereich der Grafen im Nordthüringgau erstreckte. Ihre Stammburg stand zuerst in Grieben (Elbe).

## Stammliste
1. Milo von Ammensleben; hat wahrscheinlich den Grafen Brun I. von Braunschweig in dessen eigenem Haus getötet.
  1. Dietrich I. von Ammensleben ⚭ Dignamenta-Margareta (Tochter des Grafen Konrad von Morsleben und Horneburg und Amulrada von Morsleben und von Meyendorf. Einer ihrer Brüder, Swidger, war der spätere Papst Klemens II. (1046) und ihr Onkel Walther (Waltard) wurde 1012 Erzbischof von Magdeburg.)
    1. Amelrada (oder Amulrada) von Ammensleben ⚭ 1.) Ekbert von Harbke und Meseberg, mit dem sie vier Kinder hatte ⚭ 2.) Dietrich II. († 1120). Er war der Sohn einer Schwester des Gegenkönigs Hermann von Salm, stammte aus Thüringen und war ab 1108 Graf von Ammensleben; 1120 gründeten sie das Kloster Ammensleben.
      1. Milo II. († 18 Feb 1126 in der Schlacht bei Kulm) Graf von Ammensleben; Vogt von Kloster Hillersleben. ⚭ Liutburga von Eilsleben (Tochter von Graf Otto von Hillersleben und Aldesindis von Eilsdorf[1]). Über seine Frau wurde er Vogt und Graf von Hillersleben. Er nahm 1126 am Kriegszug König Lothars III. gegen die Böhmen als Lehnsmann Albrecht des Bären teil, in dessen Verlauf er fiel.
        1. Bia ⚭ Burchard II. von Konradsburg und Valkenstein Falkenstein (Harzgrafen) (1054–1109); ein Sohn des Egeno I. von Konradsburg[2]
        2. Hermann; Vogt oder Graf von Ammensleben
        3. Otto I. († 1152/54); Vogt von Hillersleben; nach Hermanns Tod auch Graf von Ammensleben, 1135 Vogt von Kloster Ammensleben ⚭ Berta
          1. Berta von Ammensleben († nach 1174) ⚭ 1.) Dietrich von Haldensleben oder Wichmannsdorf ⚭ 2.) Graf Berengar II. von Lohra aus Thüringen
            1. Otto II. († 1208); mit ihm starb das Geschlecht in männlicher Linie aus.
            2. Berta
            3. Liutgard

        4. Dietrich III. († 1154 in Rom) war 1128 Domherr in Magdeburg

      2. Oda ⚭ Gebhard II. von Querfurt († 1126)
        1. Konrad von Querfurt; ab 1134 Erzbischof von Magdeburg
        2. Burchard; Burggraf  von Magdeburg

      3. Gisela ⚭ Walo II. von Veckenstedt. Da er sie verstieß, wurde er von Werner II. (einem Enkel des Adalgot von Veltheim) auf dessen Hochzeit im Jahre 1126 erstochen.

    2. Dedi ⚭ 1.) Bia von Harbke (Tochter von Ekbert von Harbke und Amelrada von Ammensleben) ⚭ 2.) Dedo von Krosigk

## Wappen
Blasonierung: Im Schild ein schrägrechts gestellter Bogen.
Helmzier und Tingierung sind unbekannt.